# لعبة المواعدة (رواية)
لعبة المواعدة هي إحدى روايات الروائية الأمريكية دانيال ستيل (بالإنجليزية Dating Game) وهي من الروايات الرومانسية.

## نبذة قصيرة
تدور أحداث الرواية عن ربة منزل تعيش حياة هادئة مع زوجها وابنيها البالغان في كونتيكت وتفاجأ بطلب زوجها للطلاق بعد 24 سنة من الزواج المستقر. تنهار حياتها تماما وخاصة بعد زواجه وتقرر الانتقال إلى سان فرانسيسكو حيث تبدأ حياتها العاطفية من جديد وتدخل في لعبة المواعدة.